# Megalánia
A megalánia (Varanus priscus, korábban Megalania prisca) egy nagyméretű kihalt hüllőfaj, amely a pleisztocén kori Ausztráliában élt, mintegy 40 000 éve halt ki. A neve magyarra fordítva kb. azt jelenti, „ősi óriásgyilkos”.

## Tudnivalók
A megalánia hatalmas, varánusz-szerű hüllő volt: a hossza 4,5–7 méter között, a tömege 331–620 kilogramm között változott – vagyis kétszer-háromszor akkora volt, mint a ma élő legnagyobb varánuszfaj, a komodói varánusz (amelynek őse). Ennek megfelelően félelmetes ragadozó lehetett: erőteljes testfelépítéssel és hatalmas állkapoccsal, amelyben éles fogak ültek.
Viszonylag kevés csontmaradványát találták meg, azokat főleg Queensland, Új-Dél-Wales és Közép-Ausztrália területein, teljes csontváz egy sem került elő. Amit tudunk róla, azt nagyrészt a ma élő varánuszok jellegzetességei alapján következtetjük. Valószínű, hogy az életmódja megfelelt a mai varánuszok életmódjának: vagyis inkább dögöt evett, de ha alkalomadtán vadászott, akkor azt lesből tette. Zsákmányállatai feltehetően a pleisztocén kori Ausztrália nagy testű, növényevő erszényesei közül kerültek ki.
Mivel nem sokkal a mai ember ausztráliai megjelenése után halt ki. A rekonstruált maradványok alapján azonban számos tudós képtelenségnek tartja, hogy az ember képes lett volna a megalániára vadászni, ugyanis az állat veszedelmes ellenfélnek bizonyult. Az viszont nem kizárt, hogy az ember a számára szükséges zsákmányállatokat irtotta ki, s az emberi tevékenység nyomán dögök sem maradtak kellő mennyiségben. Mások szerint kipusztulását a pleisztocén végi gyors felmelegedés okozhatta: ennek következtében sivatagosodott el Ausztrália nagy része. (Erről bővebben: pleisztocén megafauna.)
Legközelebbi élő rokona a szintén Ausztráliában élő óriás varánusz (Varanus giganteus), amely 2,5 méter hosszúra is megnőhet.